# César Suárez
César Byron Suárez Pilay (Paján, Manabi, 22 de mayo de 1985 - Guayaquil, Ecuador, 17 de enero de 2024) fue un fiscal y abogado ecuatoriano. Fue conocido por investigar varios casos criminales de alto perfil, incluido el caso de corrupción en hospitales públicos ecuatorianos, y el caso de toma del canal TC Televisión durante el conflicto armado interno de Ecuador.

## Estudios
César Suárez realizó varios estudios con cinco títulos académicos como masterados en Derecho Procesal, Derecho Constitucional, Derecho Penal Económico, Criminalística y Diplomacia.

## Carrera
Inició su carrera en la provincia de Manabí, obteniendo sentencias en casos de asesinato, sicariato y femicidio. En la ciudad de Manta, estuvo a cargo de procesos contra bandas narcotraficantes, casos delegados por la Fiscalía General del Estado, en el que se procesó a policías, abogados, funcionarios públicos y empresarios.
Desde noviembre de 2018, César Suárez es parte de la Fiscalía del Guayas y a partir de junio de 2019, laboró como fiscal de Administración Pública.
En 2019, formó parte de la investigación por tráfico de influencias contra el miembro y expresidente del Consejo de Participación Ciudadana y Control Social, el cura José Carlos Tuárez Zambrano.
Durante 2020, realizó investigaciones en contra de gerentes, exfuncionarios, jefes de compras, entre otros empleados públicos y privados, por irregularidades y corrupción, en delitos de peculado y  delincuencia organizada en el sistema hospitalario de los centros de salud del Hospital Abel Gilbert, el Hospital del IESS Los Ceibos y el Hospital de Especialidades Teodoro Maldonado Carbo. En estos casos estuvieron involucrados el exjefe de compras públicas y gerente del Hospital Luis Jairala Zambrano, Jorge Henriques, por compras millonarias de medicamentos con sobreprecio, por el cual solicitó una alerta roja a Interpol para dar con su paradero, y de los hermanos Noe y Daniel Salcedo Bonilla, quienes formaban una red que comercializaba ilegalmente medicinas donadas al seguro social y al Hospital del Guasmo, durante la crisis sanitaria de la pandemia de COVID-19.
En junio de 2020 participó en una indagación por supuesto tráfico de bienes patrimoniales en contra del expresidente Abdalá Bucaram y su hijo Jacobo Bucaram Pulley.
También investigó el caso sobre la muerte del actor Efraín Ruales en 2021.
En 2021, estuvo en las investigaciones del caso del estafa en los fondos del Instituto de Seguridad Social de la Policía Nacional (ISSPOL), por lo que solicitó la inmovilización de alrededor de doscientos setenta millones de dólares en papeles del Isspol en el Banco Central y Decevale.
Participó en la sentencia por terrorismo de ocho individuos que perpetraron ataques a gasolineras, viviendas, y Unidades de Policía Comunitaria, en noviembre de 2022, en la ciudad de Durán.
En 2024 estuvo a cargo del caso por la incursión armada de delincuentes encapuchados durante una transmisión en vivo en el canal TC Televisión, donde interrogó a los 13 procesados.

## Asesinato
Fue asesinado por sicarios en Guayaquil, por el sector de Los Ceibos, con 20 disparos. Esto ocurrió cuando el fiscal se dirigía de su casa a la Unidad Judicial del Centro Comercial Albán Borja, para una audiencia por tráfico de drogas. El día anterior, Suárez comentó al diario El Universo, que no le fue asignado escoltas que resguarden su vida. Sin embargo la Fiscalía aseguró a Ecuavisa, que el fiscal sí contaba con resguardo, aunque no dieron detalles del mismo.
El 18 de enero, dos sospechosos fueron arrestados en relación con el asesinato de Suárez Pilay. La afirmación fue confirmada por la Policía Nacional del Ecuador.